# Daoyuan
El Daoyuan (en mandarí: 道院) o Guiyidao (en mandarí: 皈依道) és un grup religiós xinès que va sorgir a principis del segle xx a partir de la secta Xiantiandao, un corrent sincrètic nascut al segle xviii a partir del moviment Quanzhen, una escola i una branca del taoisme que va aparèixer al nord de la Xina sota el govern de la dinastia Jin. El grup Daoyuan aspira a unificar el taoisme, el confucianisme, el budisme i altres religions com el cristianisme i l'islam.
El Daoyuan té els seus orígens en un grup anomenat: "societat del tao i la virtut", fundat al comtat de Bincheng a Shandong, pel xinès Wu Fuyong, i dirigit per Liu Shaoji. La societat va començar el 1916 reclutant els seus membres entre la classe benestant de la societat i els funcionaris. El 1918, la societat es va instal·lar a la capital provincial Jinan, i va canviar el seu nom per anomenar-se Daoyuan el 1921. Molt lligat a certs cercles governamentals, el Daoyuan es va estendre ràpidament des de la província de Shandong fins a Beijing (Pequín) i altres ciutats al llarg de la riba del riu Chang Jiang. Algunes sucursals van ser igualment fundades al Japó. Al país nipó, van ser establertes relacions cordials amb la secta japonesa Omoto-kyo.
La filosofia del Daoyuan està basada en la creença en la universalitat dels valors continguts en tres religions: taoisme, confucianisme i budisme. El seu text religiós principal és el Taiyi beiji zhenjing, un text d'inspiració taoista. La secta ha desenvolupat una estructura interna complexa dividida en 6 departaments: administració, meditació, escriptura, textos, filantropia i predicació.
Els serveis a la comunitat i la filantropia són les activitats més visibles de l'organització. El moviment Daoyuan és conegut per haver creat la Societat Mundial de l'Esvàstica Vermella.
La societat de l'esvàstica vermella va ser fundada com una imitació de la Creu Roja, va ser oficialment registrada el 1922. L'esvàstica vermella va contribuir a evacuar els ferits i enterrar els morts de la Massacre de Nanquín, els seus documents constitueixen una font bàsica relacionada amb aquesta massacre.
El 1949 les connexions polítiques del Daoyuan, i l'acord signat per l'esvàstica vermella amb l'ocupant japonès per intervenir a Nanjing, van provocar un prejudici cap al grup, que va ser prohibit pel règim comunista. El moviment conserva encara seccions a Hong Kong, Taiwan, Singapur, Japó, Malàisia, Canadà i els Estats Units. Des de 1950, Hong Kong ha estat la seu mundial i el centre administratiu del Daoyuan.